# Wavehouse
Das Wavehouse ist ein Gebäude in Heidelberg, Deutschland. Es wurde im Jahr 2023 errichtet und war zum Zeitpunkt seiner Errichtung das größte 3D-gedruckte Gebäude in Europa.

## Standort
Das Wavehouse befindet sich auf der Konversionsfläche Campbell Barracks in Heidelberg, in der Billie-Holiday-Straße 7.

## Design und Konstruktion
Das wellenförmige Freiform-Gebäude wurde zwischen dem 31. März 2023 und 18. Juli 2023 in 170 Stunden nach den Plänen der Architekten-Arbeitsgemeinschaft SSV Architekten und Mense-Korte ingenieure+architekten  gedruckt. Es ist rund 53 Meter lang, 11 Meter breit und 9 Meter hoch. Die Brutto-Grundfläche des einstöckigen Gebäudes beträgt 936 Quadratmeter.
Mit der freien Form des Baukörpers wurde ein Experiment im 3D-Druck gewagt, mit dem Ziel, die technischen und gestalterischen Potenziale einer neuen Technologie zu nutzen. Mit der Wellenform der Fassade und der bewussten Sichtbarkeit der feinen horizontalen Linien des 3D-Druckprozesses konnte nach Ansicht des Architekturbüros „eine Skulptur geschaffen“ werden, die dem Funktionsgebäude „architektonische Eleganz und Leichtigkeit“ verleiht.

## Rohbau
Die Baugenehmigung wurde als „Zustimmung im Einzelfall“ erteilt, da die Errichtung des Gebäudes Prototypen-Charakter hat.
Der 3D-Betondruck erfolgte mittels eines etwa acht Tonnen schweren Portaldruckers (Cobod Bod 2). Der Portaldrucker bewegt sich computergesteuert auf drei Achsen, legt eine zwei Zentimeter starke Schicht und bewegt sich mit 25 cm pro Sekunde weiter. So entsteht ein Quadratmeter Hohlwand innerhalb von fünf Minuten. Erstellt wurde jeweils eine Innen- und Außenwand von je zehn Zentimetern Dicke und der Zwischenraum wurde mit Ortbeton verfüllt.
Als Material wurden rund 333 Tonnen eines mineralischen 3D-Druckbetons von Heidelberg Materials eingesetzt, der just-in-time per Silo-LKW geliefert wurde. Der 3D-Druckbeton ist pumpbar bei gleichzeitig guter Grünstandsfestigkeit. Bei Abbruch lässt sich das Gebäude vollständig recyceln. Verwendet wurde die Größtkornstärke von vier Millimetern, wodurch sich der Bindemittelgehalt in der Trockenmischung des 3D-Druckbetons verringerte. Die Festigkeitsentwicklung und Formtreue des 3D-Druckbetons ermöglichte Wände in Wellenform und einen Überhang von bis zu 18 Grad.

## Innenausbau
Der Innenausbau erfolgte zwischen dem  19. Juli 2023 und dem 31. Dezember 2023. Für den automatisierten Anstrich der Wände kam ein Malroboter zum Einsatz, der eine Neuentwicklung der Unternehmen Okibo und DAW ist. Die Schlüsselübergabe erfolgte am 30. Januar 2024 an den Mieter Heidelberg iT Management GmbH, der dort ein Rechenzentrum betreibt.

## Kosten
Die Baukosten betrugen rund 2,5 Millionen Euro. Bauherr ist Hans-Jörg Kraus, Krausgruppe, Heidelberg.